# 高德瑙
高德瑙，是匈牙利包尔绍德-奥包乌伊-曾普伦州所辖的一个村。总面积8.09平方公里，总人口260，人口密度32.1人/平方公里（2011年1月1日）。